# Anastasio Mantovano
Anastasio Mantovano (Mantova?, XVI secolo – XVI secolo) è stato un pittore italiano.
Fu allievo del Mantegna e fu attivo a Mantova presso la corte dei Gonzaga sotto la guida di Giulio Romano. Lavorò alla realizzazione degli archi trionfali nei pressi del Castello di San Giorgio di Mantova, voluti dal duca Federico Gonzaga in occasione della visita di Carlo V.
Ebbe due figli, Brunovo e Giulio, che lavorarono alla scuola del Romano.